# Вествју Серкл (Вајоминг)
Вествју Серкл (енгл. Westview Circle) насељено је место без административног статуса у америчкој савезној држави Вајоминг.

## Демографија
По попису из 2010. године број становника је 52, што је 15 (-22,4%) становника мање него 2000. године.
| Група             | 2000.       | 2010.      |
| Белци             | 67 (100,0%) | 51 (98,1%) |
| Афроамериканци    | 0 (0,0%)    | 0 (0,0%)   |
| Азијати           | 0 (0,0%)    | 0 (0,0%)   |
| Хиспаноамериканци | 0 (0,0%)    | 1 (1,9%)   |
| Укупно            | 67          | 52         |